# Code Black
Code Black é uma série de televisão estadunidense criada por Michael Seitzman com base no documentário de Ryan McGarry. A série é exibida pela CBS nos EUA desde 30 de setembro de 2015. No Brasil ela é exibida pela emissora de televisão paga Sony desde 7 de outubro de 2015.

## Enredo
A série centra-se no fictício Angels Memorial Hospital, onde quatro residentes de primeiro ano e seus colegas devem socorrer pacientes em uma sala de emergência ocupada, com escassez de pessoal e que não tem recursos suficientes.

## Elenco
- Rob Lowe como Coronel Ethan Willis
- Marcia Gay Harden como Dr. Leanne "Daddy" Rorish
- Boris Kodjoe como Dr. Will Campbell
- Jillian Murray como Dr. Heather Pinkney
- Raza Jaffrey como Dr. Neal Hudson
- Bonnie Somerville como Christa Lorenson
- Melanie Chandra como Malaya Pineda
- Harry Ford como Angus Leighton
- Benjamin Hollingsworth como Mario Savetti
- Luis Guzmán como Jesse "Momma" Salander
- William Allen Young como Dr. Rollie Guthrie
- Kevin Dunn como Dr. Mark Taylor
- Noah Gray-Cabey como  Eliot Dixon

## Episódios
| Nº | Título                    | Exibição original      |
| -- | ------------------------- | ---------------------- |
| 1  | "Pilot"                   | 30 de setembro de 2015 |
| 2  | "We Plug Holes"           | 7 de outubro de 2015   |
| 3  | "Pre-Existing Conditions" | 14 de outubro de 2015  |
| 4  | "Sometimes It's a Zebra"  | 21 de outubro de 2015  |
| 5  | "Doctors with Borders"    | 28 de outubro de 2015  |
| 6  | "In Extremis"             | 4 de novembro de 2015  |
| 7  | "Buen Árbol"              | 11 de novembro de 2015 |
| 8  | "You Are the Heart"       | 18 de novembro de 2015 |
| 9  | "The Son Rises"           | 25 de novembro de 2015 |
| 10 | "Cardiac Support"         | 2 de dezembro de 2015  |
| 11 | "Black Tag"               | 9 de dezembro de 2015  |